# لیکه‌بی
لیکه‌بی (به سوئدی: Lyckeby) یک منطقهٔ مسکونی در سوئد است که در شهرستان بلکینگه واقع شده‌است.